# Pont Saint-Charles (Paris)
Pour les articles homonymes, voir Pont Saint-Charles.
Le pont Saint-Charles (ou pont de l'Hôtel-Dieu) est un ancien pont de Paris qui reliait l'Île de la Cité à la rive gauche, entre le pont au Double et le Petit-Pont.

## Historique
L’hôpital de l'Hôtel-Dieu est construit sous le roi Saint-Louis sur l'île de la Cité entre la cathédrale Notre-Dame et le Petit-Pont. Il est progressivement agrandi. Au début du XVIIe siècle il est augmenté d'une annexe sur la rive gauche, la salle Saint-Charles, étendue en 1714-1719 jusqu’au petit Châtelet. Cette annexe est reliée par le pont au Double sur lequel est construite la salle Saint-Cosme, puis en 1646-1651 par un second pont, le pont Saint-Charles .
Selon d'autres sources, le pont aurait été construit en 1606 .
Le pont est donc un pont interne à l'Hôtel-Dieu reliant deux de ses bâtiments, chacun sur une des rives de la Seine. Il sert de passage public, pour l'approvisionnement de l'hôpital et de promenade pour les malades 
Le pont est ravagé à plusieurs reprises par des incendies au XVIIIe siècle . Pendant la Révolution, ce pont est renommé pont de l'Humanité .
En 1818, le pont est recouvert par une galerie vitrée sur toute sa longueur pour le bien-être des malades .
Le pont Saint-Charles faisait obstacle à la navigation sur le petit bras de la Seine du fait de ses arches étroites, et il est condamné comme les anciens ponts Saint-Michel et Petit-Pont. Il est démoli en 1854 pour être remplacé par une passerelle en bois d'un seul tenant. Il ne reste alors du pont qu’une culée côté île de la Cité. 
L'ancien Hôtel-Dieu et la passerelle en bois sont démolis en 1878, après la construction du nouvel hôpital à son emplacement actuel, au nord de l'île de la Cité,. 

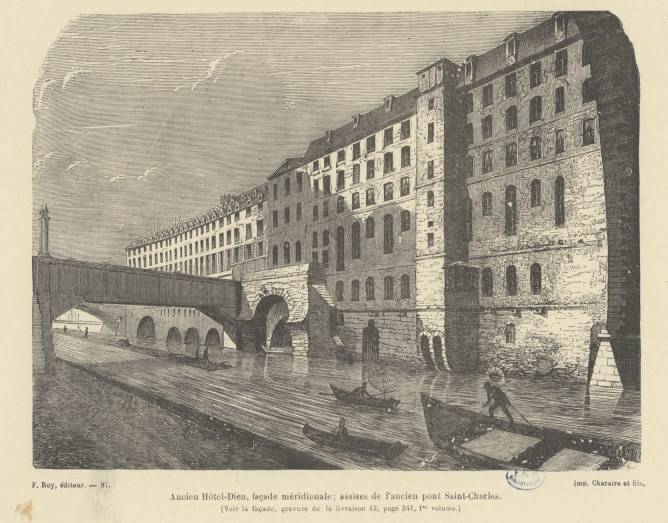
La passerelle qui a remplacé le pont. Avec le bâtiment de l'ancien Hôtel-Dieu et la culée résiduelle du pont
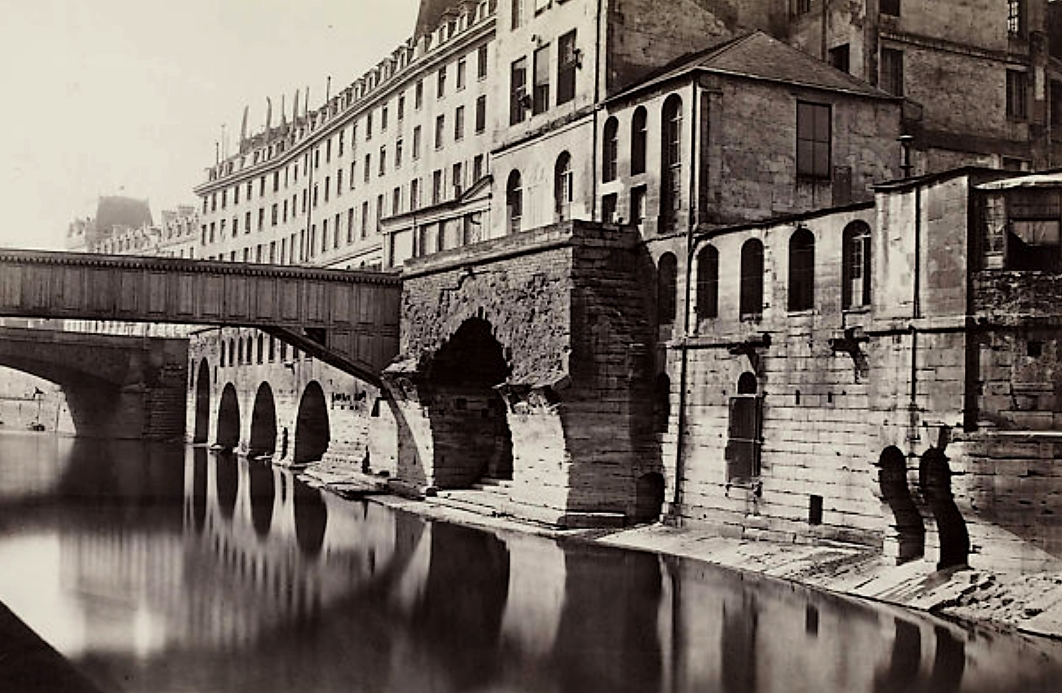
Photographie de Charles Marville vers 1865.